# Bech-Kleinmacher
Bech-Kleinmacher (en luxemburguès:  Bech-Maacher; en alemany: Bech-Kleinmacher) és una vila de la comuna de Schengen, situada al districte de Grevenmacher del cantó de Remich. Està a uns 19 km de distància de la ciutat de Luxemburg.

## Història
Abans de l'1 de gener de 2012, Bech-Kleinmacher va ser el centre administratiu de l'antiga comuna de Wellenstein, que es va dissoldre quan es va fusionar amb la comuna de Schengen 